# تيهيشا
تيهيشا هي بركان غائص يبعد عشرون كيلومترا شمال شرق الطرف الجنوب غربي لتاهيتي ، الجزيرة التابعة لجزر المجتمع و الواقعة في المحيط الهادئ.
آخر انفجار لتيهيشا كان عام 1985 .